# زمان کشتن (فیلم ۱۹۸۷)
زمان کشتن (به انگلیسی: The Killing Time) فیلمی محصول سال ۱۹۸۷ و به کارگردانی ریک کینگ است. در این فیلم بازیگرانی همچون بو بریجز، کیفر ساترلند، جو دان بیکر، کاملیا کات، وین راجرز، مایکل مدسن، جانت کرول و شیری اپلبی ایفای نقش کرده‌اند.